# Idrottsföreningen Sylvia
O Idrottsföreningen Sylvia, ou simplesmente IF Sylvia, é um clube de futebol da Suécia fundado em 19 de maio de 1922. Sua sede fica localizada em Norrköping.